# Wanda (Band)
Wanda ist eine österreichische Rockband. Seit ihrer Gründung im Jahr 2012 veröffentlichte die Formation bis 2024 sechs Studioalben. Ihre Musik wird dem Indie-Rock, Rock ’n’ Roll, Pop und Austro-Pop zugeordnet.

## Geschichte
Wanda wurde 2012 in Wien gegründet nach der Zuhälterin Wanda Kuchwalek benannt. Im Oktober 2014 wurde das Debütalbum Amore vom Label Problembär Records veröffentlicht. Es stieg auf Platz 13 in die österreichischen Alben-Charts ein. Parallel dazu startete die Band eine Tournee durch Österreich, Deutschland und die Schweiz.
Bei den Amadeus Awards 2015 wurde Wanda in der Kategorie Alternative Pop/Rock ausgezeichnet und gewann den FM4 Award. Daneben war sie als Band des Jahres sowie für das Album und mit Bologna für den Song des Jahres nominiert. Mit vier Nominierungen war sie der am häufigsten nominierte Act.
Am 26. März 2015 erreichte das Album Amore Goldstatus in Österreich. Ihr zweites Album Bussi erschien am 2. Oktober 2015 beim Sublabel Vertigo Records.
Auf die Frage, ob man sich vorstellen könne, politische Songs zu schreiben, stellte Sänger Fitzthum klar: „Ich glaube nicht, dass wir in einen politischen Diskurs einsteigen werden. Unsere Grundhaltung dürfte bekannt sein: streng gegen Fremdenhass, Frauenhass und Sexismus generell. Aber ich kann nicht in einer 3:30 Minuten langen Hitsingle die Welt umkrempeln.“ Das zweite Album wurde zu einem großen Erfolg. Es stieg auf 1 in die Charts ein, dahinter platziert war das Debütalbum Amore, gleichzeitig waren vier Lieder in den Singlecharts zu finden, Bussi Baby auf Position 3. Innerhalb von weniger als zwei Wochen erreichte der Longplayer Goldstatus in Österreich.
Für den Amadeus Austrian Music Award 2016 war Wanda in den Kategorien Band des Jahres, Album des Jahres, Song des Jahres, Live Act des Jahres sowie der Genre-Kategorie Pop / Rock nominiert. Ausgezeichnet wurde sie als Band des Jahres, als Liveact des Jahres sowie in der Kategorie Pop/Rock.
Ende Juli 2017 wurde die Single 0043 veröffentlicht, die als erster Vorbote zum dritten Album dienen sollte. Einen Monat später erschien die zweite Auskoppelung Columbo, eine Anspielung auf die seit Jahrzehnten im österreichischen Fernsehen – insbesondere im ORF – laufende Krimiserie Columbo. Die Single erreichte nach sieben Wochen die Nummer eins in der offiziellen österreichischen Hitparade und nach dreizehn Wochen Goldstatus in Österreich und stellt somit den bislang größten Erfolg eines einzelnen Wanda-Titels dar. Anfang Oktober erschien das zugehörige Album Niente, das sich wie bereits sein Vorgänger ebenfalls an der Spitze der Longplay-Charts platzieren konnte und Platinstatus erreichte.
Am 7. Juni 2019 wurde das vierte Album Ciao! für den 6. September 2019 mit anschließender Tour Anfang 2020 angekündigt. Zeitgleich wurde die erste Single des Albums, Ciao Baby!, veröffentlicht. Ende Februar 2020 startete die Ciao! Tour in der ausverkauften Max-Schmeling-Halle in Berlin und der Olympiahalle in München. Am 28. und 29. Februar 2020 wurde vor insgesamt 20.000 Fans gespielt. Der Teil der Tour in Österreich, zwei Konzerte in der Wiener Stadthalle, mussten aufgrund der COVID-19-Pandemie verschoben werden. Im August 2020 verkündete Schlagzeuger Lukas Hasitschka seinen Austritt aus der Band. Er wurde von Valentin Wegscheider abgelöst, der ursprünglich eines der fünf Gründungsmitglieder der Band war und die Band vor dem Durchbruch verlassen hatte.
Im Oktober 2020 veröffentlichte die Band die Single Jurassic Park sowie im Juni 2021 die Single Die Sterne von Alterlaa.
Am 18. März 2022 wurde das Album Wanda für den 30. September 2022 angekündigt, am gleichen Tag erschien vorab die Single Rocking in Wien. Zeitgleich wurden die ausstehenden Nachholtermine der Ciao!-Tournee sowie einer Clubtournee im Winter und einer Hallentournee im Frühjahr 2023 bekanntgegeben.
Im September 2022 starb Keyboarder Christian Hummer nach langer, schwerer Krankheit. Der Song Bei niemand anders ist auch ihm gewidmet. Es ist der erste Song aus dem sechsten Studioalbum Ende nie, das am 7. Juni 2024 erschienen ist.
Der im August 2020 erneut als Schlagzeuger zur Band gestoßene Valentin Wegscheider verließ Wanda im Dezember 2023 wieder.
Am 26. Januar 2024 erschien eine Live-Version von Bei niemand anders, das bei ihrem Konzert in der Wiener Stadthalle am 22. Dezember 2023 aufgenommen wurde. Mit Therapie (Veröffentlichung am 16. Februar 2024) und Jeder kann es sein (28. März 2024) wurden zwei weitere Singles aus dem Album Ende nie ausgekoppelt.
Wanda waren nominiert für drei Amadeus Austrian Music Awards; sie wurden 2024 ausgezeichnet als Live Act des Jahres und für den Song des Jahres (Bei niemand anders). Mit der Amadeus-Verleihung 2025 überholten die Musiker von Wanda Christina Stürmer. Bis dahin wurden die beiden mit jeweils elf Trophäen ausgezeichnet, Wanda erhielt 2025 die zwölfte Auszeichnung.

## Besetzung
| Foto                   | Name                                   | Daten     | Instrumente                      | in der Band von/bis  | Anmerkungen |
| ---------------------- | -------------------------------------- | --------- | -------------------------------- | -------------------- | ----------- |
| Marco Wanda, 2023      | Michael Marco Fitzthum („Marco Wanda“) | * 1987    | Gesang, Rhythmus-Gitarre         | 2012                 |             |
| Manuel Poppe, 2023     | Manuel Christoph Poppe („Manu“)        |           | Gitarre, Begleitgesang           | 2012                 |             |
| Ray Weber, 2023        | Reinhold Weber („Ray Weber“)           |           | Bass, Begleitgesang              | 2012                 |             |
| Christian Hummer, 2015 | Christian Hummer († 2022)              | 1990–2022 | Keyboards, Begleitgesang, Gesang | 2012–2022            |             |
| Lukas Hasitschka, 2016 | Lukas Hasitschka                       |           | Schlagzeug, Begleitgesang        | 2014–2020            |             |
|                        | Valentin Wegscheider („Vali“)          |           | Schlagzeug, Begleitgesang        | 2012–2014, 2021–2023 |             |

## Stil
Musikalisch wird Wanda dem Pop zugeordnet, wobei deutliche Einflüsse aus Indie-Rock und Rock ’n’ Roll zu vernehmen sind. Die Texte drehen sich hauptsächlich um die Themen Leben, Liebe und Tod. In den zum Teil auf Wienerisch dargebotenen Texten werden auch die Schattenseiten der Liebe beleuchtet, wie unerfüllte sexuelle Wünsche (Bologna) oder Trennung (Auseinandergehen ist schwer). Sänger Fitzthum nannte Der Nino aus Wien und Soap&Skin als Musiker, die inspirierend und ermutigend für die Gründung von Wanda waren. Während er Lieder für Wanda schrieb, regte Fitzthum seine Kreativität oft durch das Hören von Beatles-Songs an.

## Rezeption
Der Musikexpress nannte sie im August 2015 die „vielleicht letzte wichtige Rock’n’Roll-Band unserer Generation“. Die Leser des deutschen Rolling Stone wählten Wanda im Dezember 2015 zur Band des Jahres. Ebenfalls im Jahr 2015 wurde Wanda in der Kategorie „Beste Band“ für die 1LIVE Krone nominiert. Der Schriftsteller Rainald Goetz zitierte den Song Bologna 2015 in seiner Rede zur Verleihung des Büchnerpreises. Im März 2016 war die Band in der Kategorie „Newcomer international“ für den größten deutschen Musikpreis Echo nominiert. Bologna wurde im Jahr 2020 vom Popkulturmagazin The Gap im Rahmen des AustroTOP-Rankings auf Platz 9 der „100 wichtigsten österreichischen Popsongs“ gewählt.

Wanda Live beim Free & Easy Festival 2015
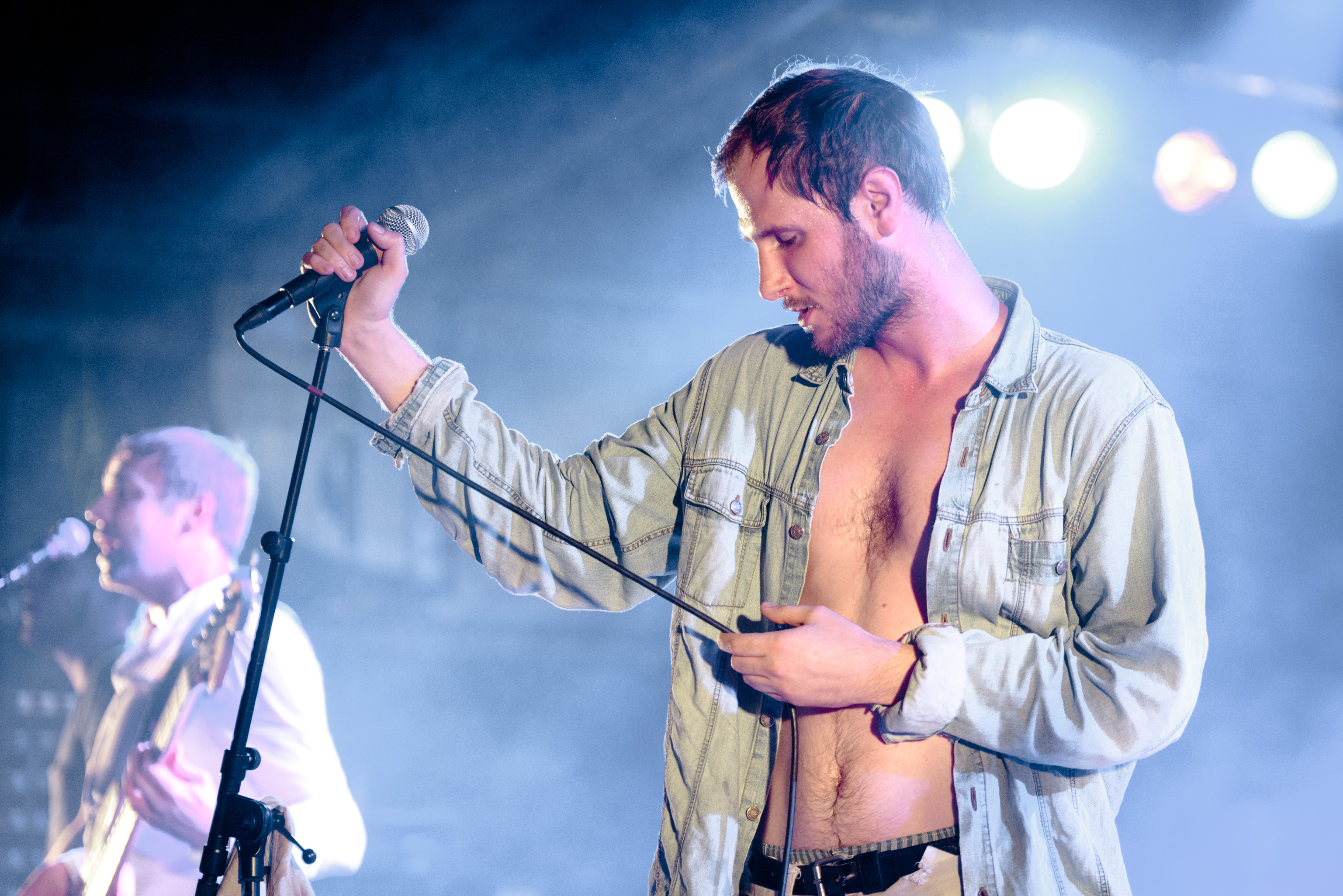
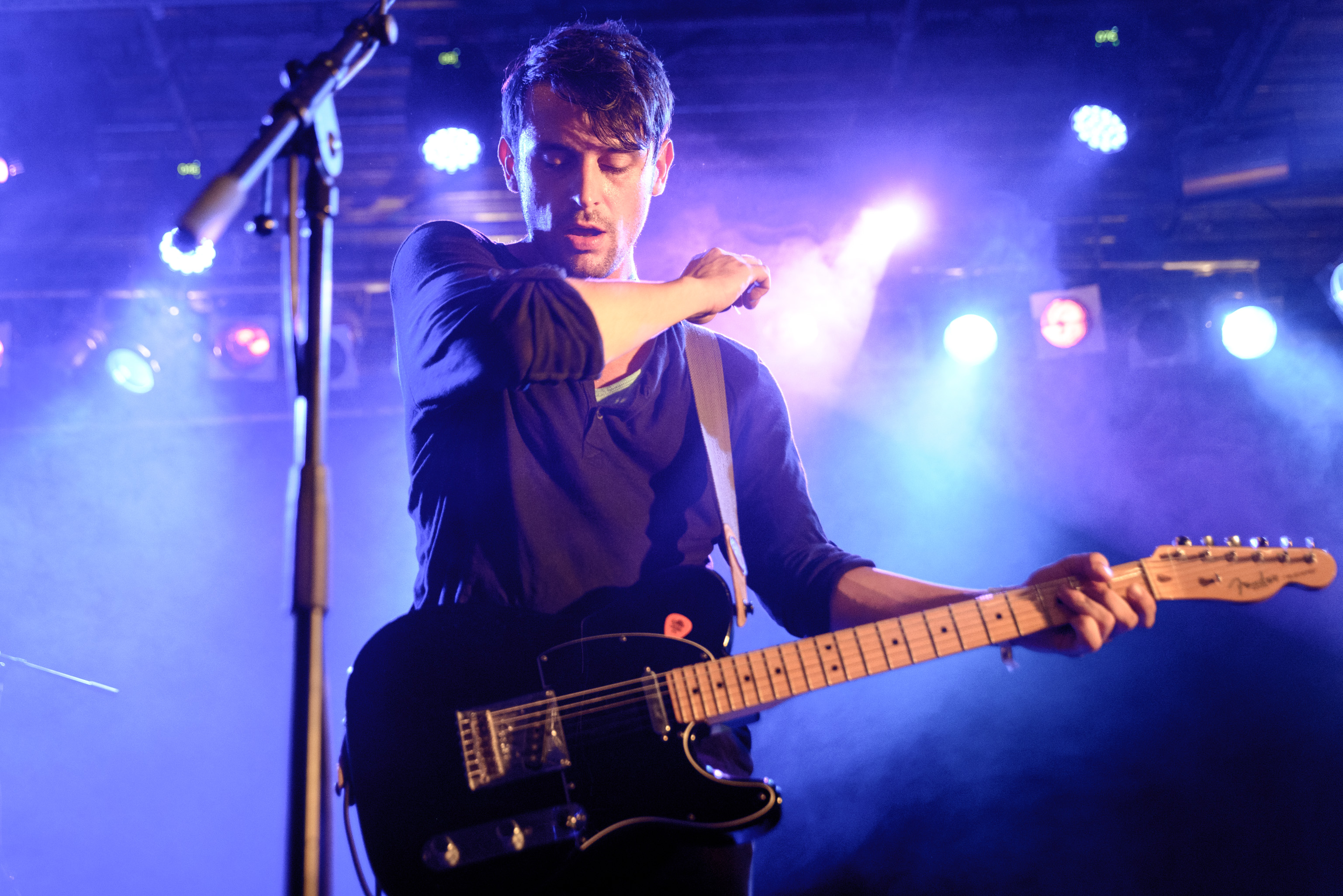
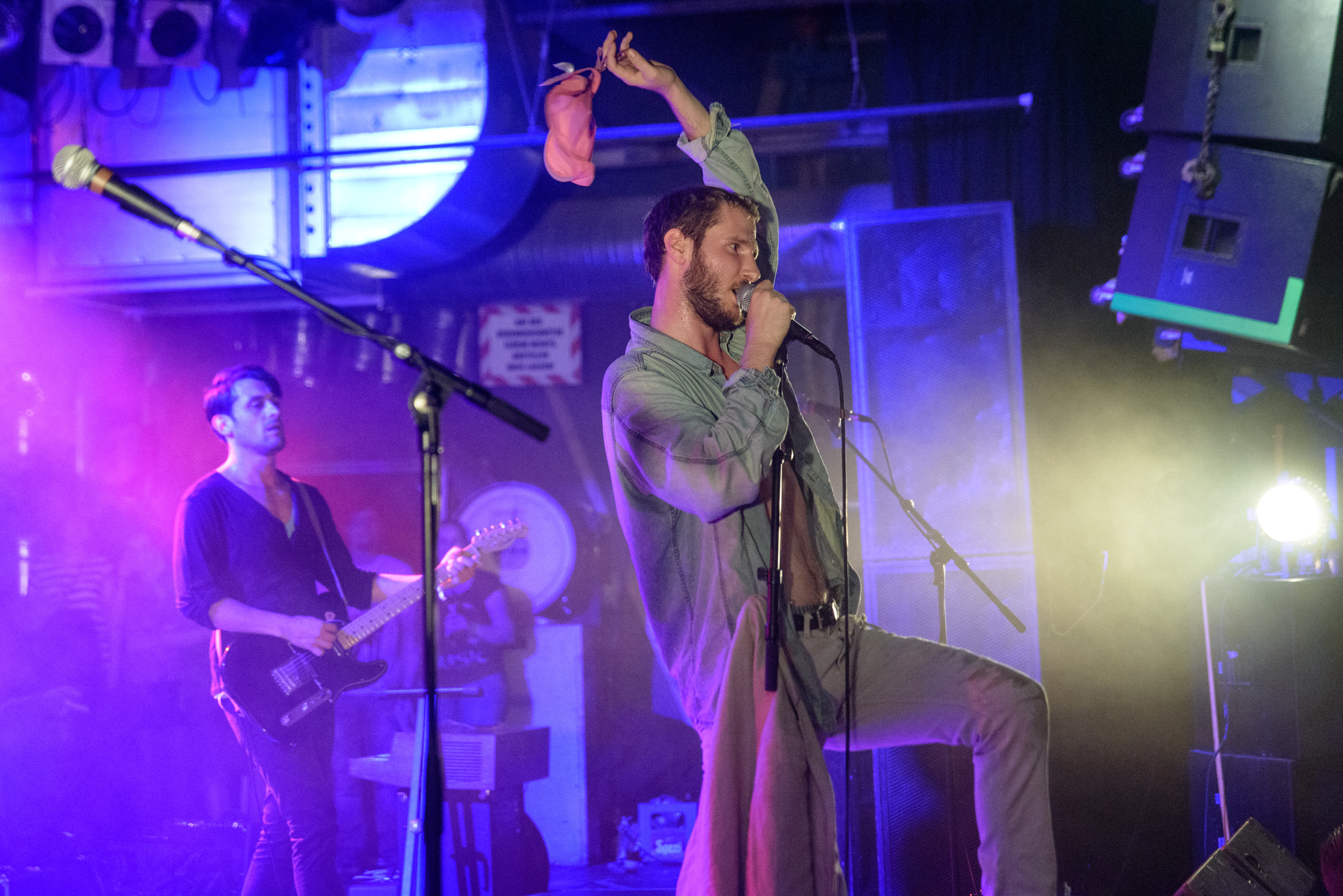
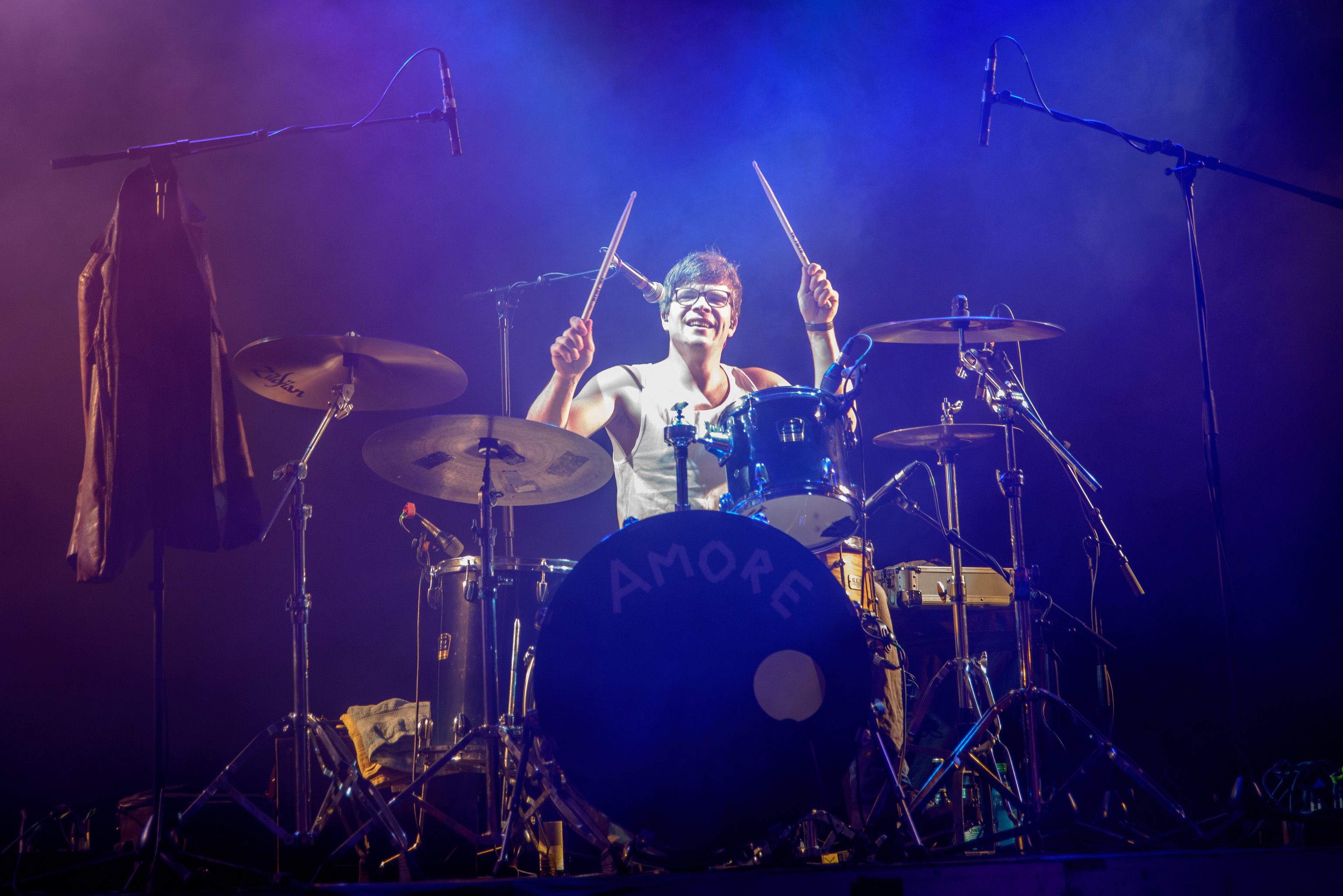

## Diskografie

### Studioalben
| Jahr | Titel Musiklabel              | Höchstplatzierung, Gesamtwochen, AuszeichnungChartplatzierungen (Jahr, Titel, Musiklabel, Platzierungen, Wochen, Auszeichnungen, Anmerkungen) | Höchstplatzierung, Gesamtwochen, AuszeichnungChartplatzierungen (Jahr, Titel, Musiklabel, Platzierungen, Wochen, Auszeichnungen, Anmerkungen) | Höchstplatzierung, Gesamtwochen, AuszeichnungChartplatzierungen (Jahr, Titel, Musiklabel, Platzierungen, Wochen, Auszeichnungen, Anmerkungen) | Anmerkungen                                                |
| Jahr | Titel Musiklabel              | AT | DE | CH | Anmerkungen                                                |
| ---- | ----------------------------- | --- | --- | --- | ---------------------------------------------------------- |
| 2014 | Amore Problembär, Rough Trade | AT2 ×3Dreifachplatin · (140 Wo.)AT | DE53 Gold · (11 Wo.)DE | CH29 (16 Wo.)CH | Erstveröffentlichung: 17. Oktober 2014 Verkäufe: + 145.000 |
| 2015 | Bussi Vertigo, Universal      | AT1 ×2Doppelplatin · (83 Wo.)AT | DE5 (11 Wo.)DE | CH8 (5 Wo.)CH | Erstveröffentlichung: 2. Oktober 2015 Verkäufe: + 30.000   |
| 2017 | Niente Vertigo, Universal     | AT1 ×3Dreifachplatin · (77 Wo.)AT | DE5 (14 Wo.)DE | CH6 (3 Wo.)CH | Erstveröffentlichung: 6. Oktober 2017 Verkäufe: + 45.000   |
| 2019 | Ciao! Vertigo, Universal      | AT1 Gold · (25 Wo.)AT | DE4 (4 Wo.)DE | CH20 (1 Wo.)CH | Erstveröffentlichung: 6. September 2019 Verkäufe: + 7.500  |
| 2022 | Wanda Vertigo, Universal      | AT2 (13 Wo.)AT | DE3 (4 Wo.)DE | CH22 (1 Wo.)CH | Erstveröffentlichung: 30. September 2022                   |
| 2024 | Ende nie Polydor, Universal   | AT1 (9 Wo.)AT | DE5 (2 Wo.)DE | CH17 (1 Wo.)CH | Erstveröffentlichung: 7. Juni 2024                         |

### Livealben
| Jahr | Titel Musiklabel                    | Höchstplatzierung, Gesamtwochen, AuszeichnungChartplatzierungen (Jahr, Titel, Musiklabel, Platzierungen, Wochen, Auszeichnungen, Anmerkungen) | Höchstplatzierung, Gesamtwochen, AuszeichnungChartplatzierungen (Jahr, Titel, Musiklabel, Platzierungen, Wochen, Auszeichnungen, Anmerkungen) | Anmerkungen                            |
| Jahr | Titel Musiklabel                    | AT | DE | Anmerkungen                            |
| ---- | ----------------------------------- | --- | --- | -------------------------------------- |
| 2016 | Amore meine Stadt Vertigo/Universal | AT11 (8 Wo.)AT | DE66 (1 Wo.)DE | Erstveröffentlichung: 21. Oktober 2016 |

### Singles
| Jahr | Titel Album                                     | Höchstplatzierung, Gesamtwochen, AuszeichnungChartplatzierungen (Jahr, Titel, Album, Platzierungen, Wochen, Auszeichnungen, Anmerkungen) | Höchstplatzierung, Gesamtwochen, AuszeichnungChartplatzierungen (Jahr, Titel, Album, Platzierungen, Wochen, Auszeichnungen, Anmerkungen) | Höchstplatzierung, Gesamtwochen, AuszeichnungChartplatzierungen (Jahr, Titel, Album, Platzierungen, Wochen, Auszeichnungen, Anmerkungen) | Anmerkungen                                                 |
| Jahr | Titel Album                                     | AT | DE | CH | Anmerkungen                                                 |
| ---- | ----------------------------------------------- | --- | --- | --- | ----------------------------------------------------------- |
| 2014 | Auseinandergehen ist schwer Amore               | AT70 Gold · (4 Wo.)AT | — | — | Erstveröffentlichung: 10. Juli 2014 Verkäufe: + 15.000      |
| 2014 | Bologna Amore                                   | AT34 ×2Doppelplatin · (20 Wo.)AT | DE— GoldDE | CH67 (1 Wo.)CH | Erstveröffentlichung: 16. Oktober 2014 Verkäufe: + 260.000  |
| 2015 | Bussi Baby Bussi                                | AT3 ×2Doppelplatin · (24 Wo.)AT | — | — | Erstveröffentlichung: 14. August 2015 Verkäufe: + 60.000    |
| 2015 | Meine beiden Schwestern Bussi                   | AT28 Gold · (5 Wo.)AT | — | — | Erstveröffentlichung: 25. September 2015 Verkäufe: + 15.000 |
| 2015 | 1,2,3,4 Bussi                                   | AT61 Gold · (1 Wo.)AT | — | — | Erstveröffentlichung: 27. November 2015 Verkäufe: + 15.000  |
| 2017 | 0043 Niente                                     | AT63 (1 Wo.)AT | — | — | Erstveröffentlichung: 21. Juli 2017                         |
| 2017 | Columbo Niente                                  | AT1 ×3Dreifachplatin · (33 Wo.)AT | — | — | Erstveröffentlichung: 25. August 2017 Verkäufe: + 90.000    |
| 2017 | Lascia mi fare Niente                           | AT68 Platin · (1 Wo.)AT | — | — | Erstveröffentlichung: 3. November 2017 Verkäufe: + 30.000   |
| 2018 | Weiter, weiter Niente                           | AT52 Gold · (2 Wo.)AT | — | — | Erstveröffentlichung: 13. Februar 2018 Verkäufe: + 15.000   |
| 2019 | Ciao Baby Ciao!                                 | AT46 Gold · (1 Wo.)AT | — | — | Erstveröffentlichung: 7. Juni 2019 Verkäufe: + 15.000       |
| 2020 | Jurassic Park Wanda                             | AT69 (1 Wo.)AT | — | — | Erstveröffentlichung: 23. Oktober 2020                      |
| 2021 | Die Sterne von Alterlaa Wanda                   | — | — | — | Erstveröffentlichung: 25. Juni 2021                         |
| 2022 | Rocking in Wien Wanda                           | — | — | — | Erstveröffentlichung: 18. März 2022                         |
| 2022 | Va bene Wanda                                   | — | — | — | Erstveröffentlichung: 26. Mai 2022                          |
| 2022 | Wir sind verloren Wanda                         | — | — | — | Erstveröffentlichung: 19. August 2022                       |
| 2023 | Bei niemand anders Ende nie                     | AT41 Gold · (4 Wo.)AT | — | — | Erstveröffentlichung: 24. November 2023                     |
| 2024 | Bei niemand anders (live @ Wiener Stadthalle) – | — | — | — | Erstveröffentlichung: 26. Januar 2024                       |
| 2024 | Therapie Ende nie                               | — | — | — | Erstveröffentlichung: 16. Februar 2024                      |
| 2024 | Jeder kann es sein Ende nie                     | — | — | — | Erstveröffentlichung: 28. März 2024                         |
| 2024 | Wachgeküsst Ende nie                            | — | — | — | Erstveröffentlichung: 17. Mai 2024                          |

### Weitere Veröffentlichungen
- 2014: Schickt mir die Post (Download-EP)
- 2015: Stehengelassene Weinflaschen (7″-Vinyl für den Record Store Day, B-Seite "So San Die Leit")
- 2015: Amore (LP – limitierte Sonderedition von Problembär Records und Audio phil „So blue it’s black“ # Fehlpressung für „farbiges Vinyl“ – 500 Stück)
- 2015: Amore (LP – limitierte Sonderedition von Problembär Records und Audio phil „farbiges Vinyl“ – 500 Stück)
- 2024: F*** Youtube (limitierte 7″-Vinyl für den „Record Store Day 2024“, B-Seite „Fan Sein“)

## Auszeichnungen für Musikverkäufe
| Goldene Schallplatte - Österreich - 2024: für das Lied Luzia - 2025: für das Lied Schickt mir die Post |

Anmerkung: Auszeichnungen in Ländern aus den Charttabellen bzw. Chartboxen sind in ebendiesen zu finden.
| Land/RegionAuszeichnungen für Musikverkäufe (Land/Region, Auszeichnungen, Verkäufe, Quellen) | Gold       | Platin       | Verkäufe | Quellen           |
| -------------------------------------------------------------------------------------------- | ---------- | ------------ | -------- | ----------------- |
| Deutschland (BVMI)                                                                           | 2× Gold2   | —            | 300.000  | musikindustrie.de |
| Österreich (IFPI)                                                                            | 9× Gold9   | 16× Platin16 | 487.500  | ifpi.at           |
| Insgesamt                                                                                    | 11× Gold11 | 16× Platin16 |          |                   |

## Auszeichnungen (Auswahl)
- Amadeus-Verleihung 2015 – Auszeichnung in der Kategorie Alternative Pop/Rock und FM4 Award, Nominierung für den Band des Jahres, Album des Jahres (Amore) und Song des Jahres (Bologna)
- Amadeus-Verleihung 2016 – Auszeichnung in der Kategorie Band des Jahres, Live Act des Jahres und Pop/Rock, Nominierung für den Album des Jahres (Bussi), Song des Jahres (Bussi Baby) und FM4 Award
- Amadeus-Verleihung 2018 – Auszeichnung in der Kategorie Song des Jahres (Columbo) und Pop / Rock, Nominierung für den FM4 Award, Tonstudiopreis Best Sound und Album des Jahres (Niente)
- Amadeus-Verleihung 2023 – Auszeichnung in der Kategorie Album des Jahres (Wanda) und Live Act des Jahres, Nominierung in der Kategorie Pop / Rock[26]
- Amadeus-Verleihung 2024 – Auszeichnung in der Kategorie Song des Jahres (Bei niemand anders) und Liveact des Jahres, Nominierung in der Kategorie Pop / Rock[27]
- Amadeus-Verleihung 2025 – Auszeichnung in der Kategorie Album des Jahres für Ende nie